# Haematopota ovazzai
Haematopota ovazzai är en tvåvingeart som beskrevs av Travassos Dias 1956. Haematopota ovazzai ingår i släktet Haematopota och familjen bromsar. Inga underarter finns listade i Catalogue of Life.